# Dichrostachys cinerea
Espèce
Synonymes
- Cailliea glomerata (Forssk.) J.F.Macbr.
- D. nutans (Pres.) Benth.
- Dichrostachys glomerata (Forssk.) Chiov.
- Dichrostachys platycarpa Welw.
- Mimosa cinerea L.
- Mimosa glomerata Forssk.
- Mimosa nutans Pers.

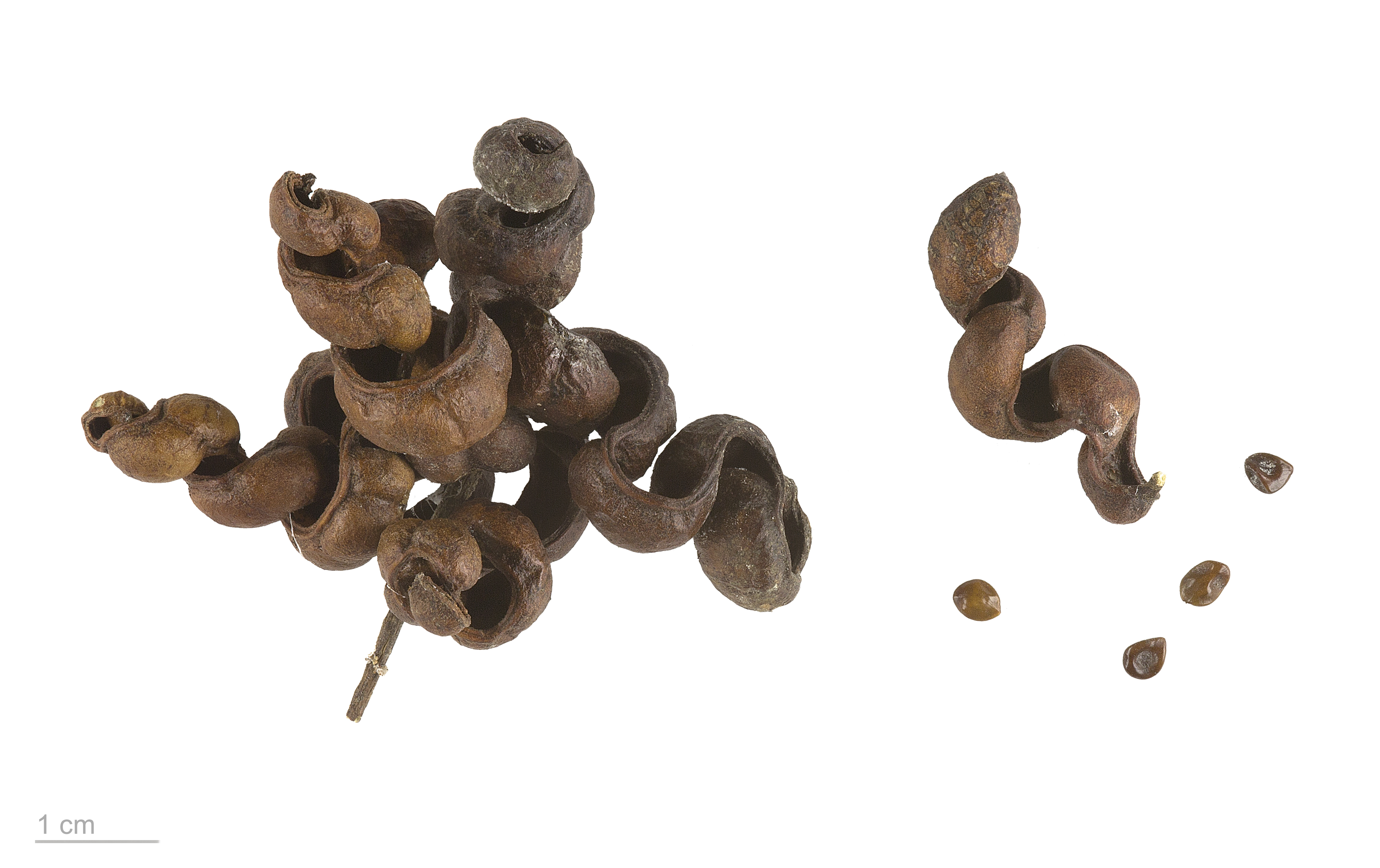
Dichrostachys cinerea au Muséum de Toulouse.

Dichrostachys cinerea est une espèce de plantes à fleurs de la famille des Fabaceae. C'est un arbuste de 4 à 7 m originaire d'Afrique tropicale.

## Description

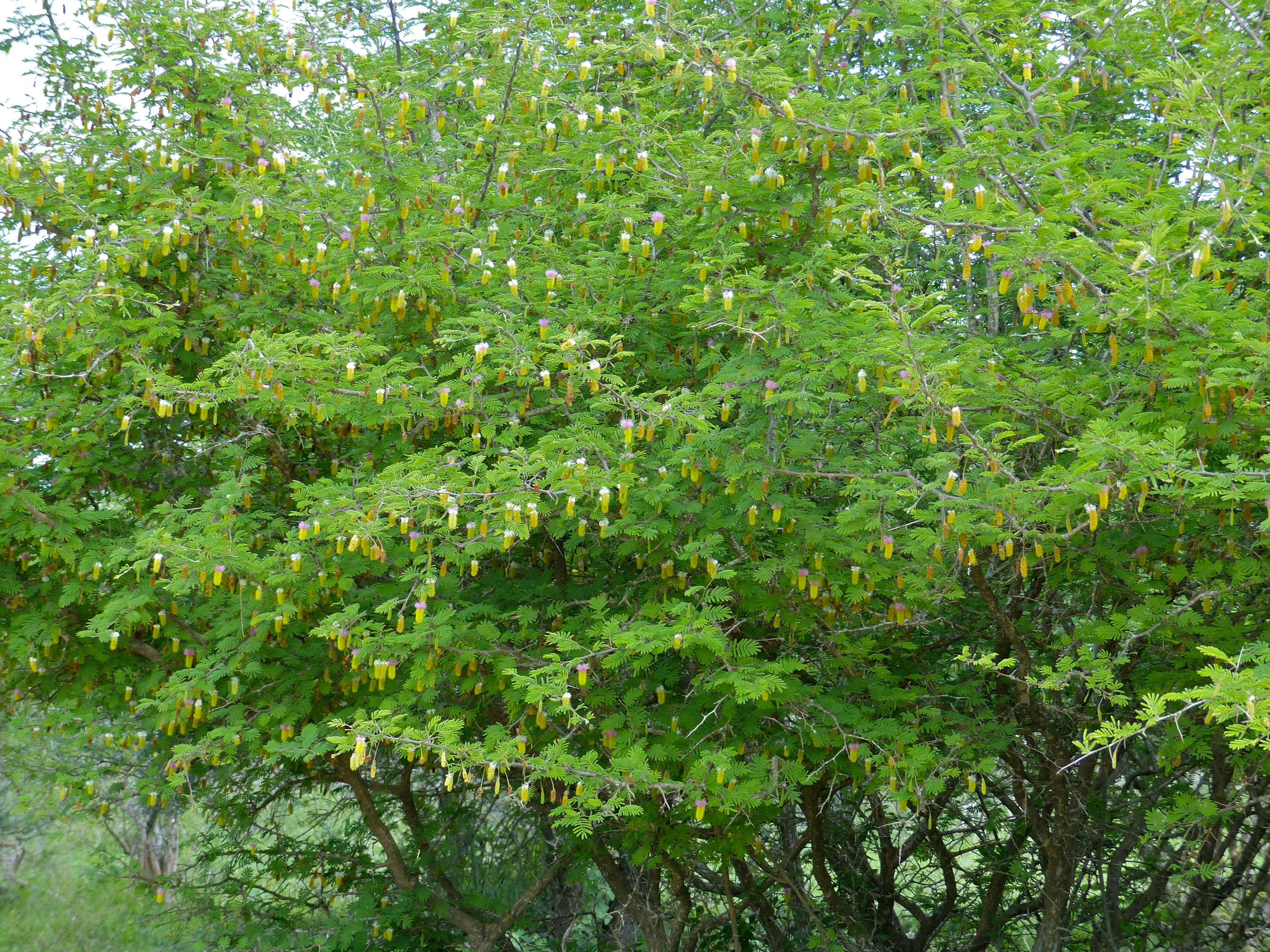
Arbuste.
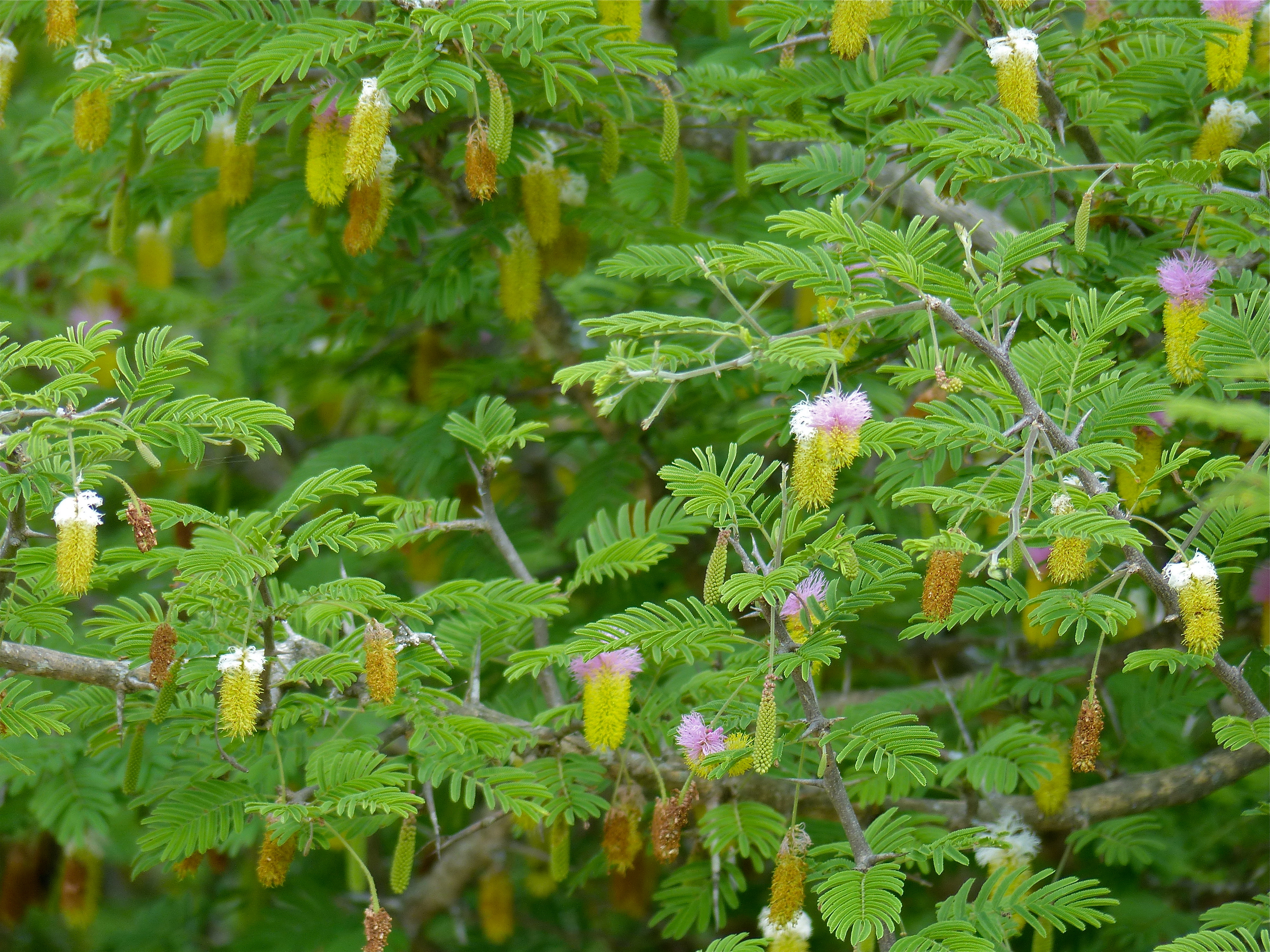
Fleurs.
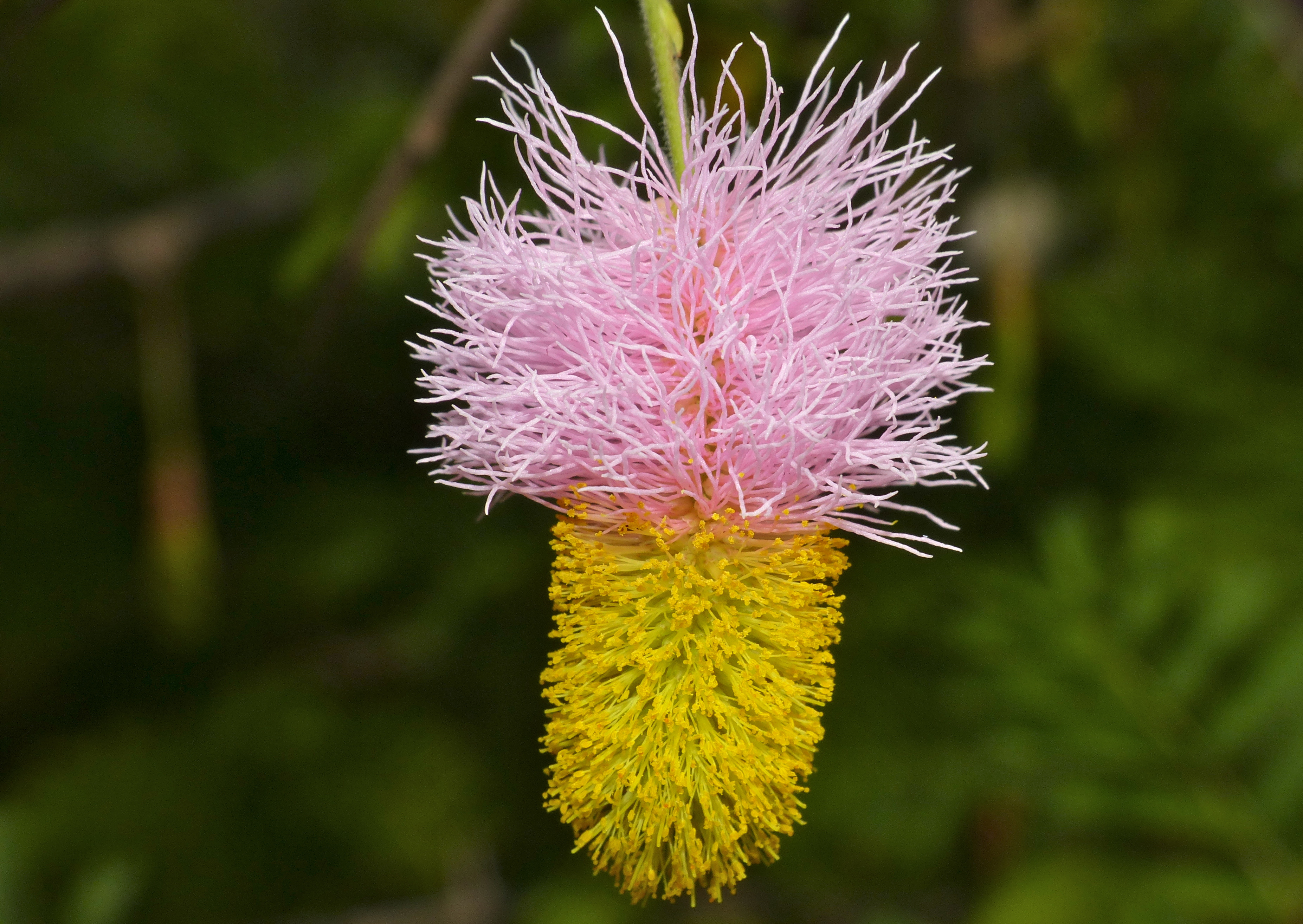
Détail de la fleur.
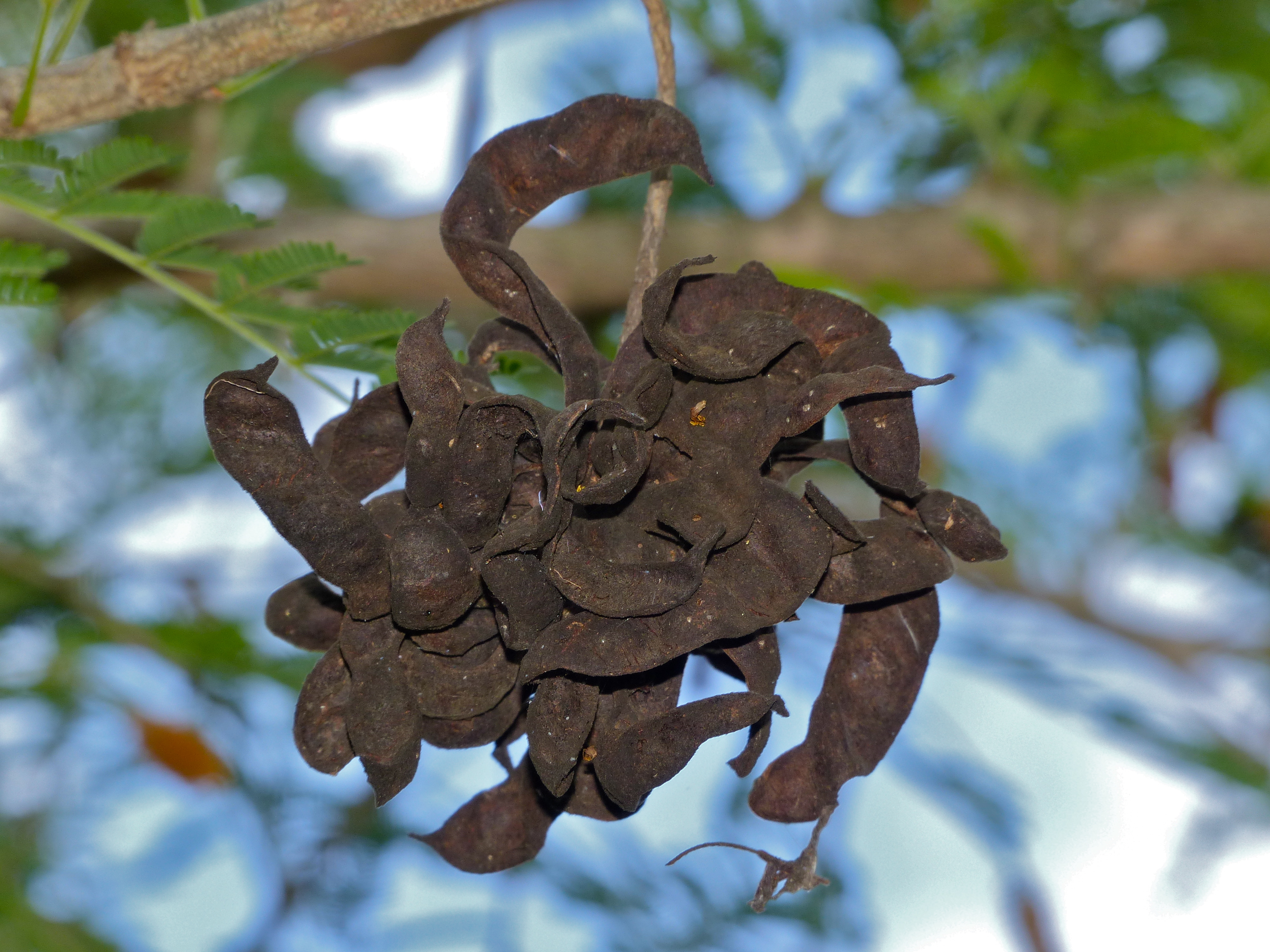
Gousses.

## Liste des sous-espèces et variétés
Selon Catalogue of Life (31 mars 2016) :
- sous-espèce Dichrostachys cinerea subsp. africana Brenan & Brummitt
- sous-espèce Dichrostachys cinerea subsp. argillicola Brenan & Brummitt
- sous-espèce Dichrostachys cinerea subsp. burmana Brenan & Brummitt
- sous-espèce Dichrostachys cinerea subsp. cinerea
- sous-espèce Dichrostachys cinerea subsp. forbesii (Benth.)Brenan & Brummitt
- sous-espèce Dichrostachys cinerea subsp. keniensis Brenan & Brummitt
- sous-espèce Dichrostachys cinerea subsp. malesiana Brenan & Brummitt
- sous-espèce Dichrostachys cinerea subsp. nyassana
- sous-espèce Dichrostachys cinerea subsp. platycarpa (W.Bull)Brenan & Brummitt

Selon The Plant List (31 mars 2016) :
- sous-espèce Dichrostachys cinerea subsp. africana Brenan & Brummitt
- sous-espèce Dichrostachys cinerea subsp. forbesii (Benth.) Brenan & Brummitt
- sous-espèce Dichrostachys cinerea subsp. malesiana Brenan & Brummitt
- sous-espèce Dichrostachys cinerea subsp. nyassana (Taub.) Brenan
- sous-espèce Dichrostachys cinerea subsp. platycarpa (W.Bull) Brenan & Brummitt
- variété Dichrostachys cinerea var. lugardiae (N.E. Br.) Brenan & Brummitt
- variété Dichrostachys cinerea var. setulosa (Welw. ex Oliv.) Brenan & Brummitt

Selon Tropicos (31 mars 2016) (Attention liste brute contenant possiblement des synonymes) :
- sous-espèce Dichrostachys cinerea subsp. africana Brenan & Brummitt
- sous-espèce Dichrostachys cinerea subsp. argillicola Brenan & Brummitt
- sous-espèce Dichrostachys cinerea subsp. burmana Brenan & Brummitt
- sous-espèce Dichrostachys cinerea subsp. cinerea
- sous-espèce Dichrostachys cinerea subsp. forbesii (Benth.) Brenan & Brummitt
- sous-espèce Dichrostachys cinerea subsp. keniensis Brenan & Brummitt
- sous-espèce Dichrostachys cinerea subsp. malesiana Brenan & Brummitt
- sous-espèce Dichrostachys cinerea subsp. nyassana (Taub.) Brenan
- sous-espèce Dichrostachys cinerea subsp. platycarpa Brenan & Brummitt
- variété Dichrostachys cinerea var. africana Brenan & Brummitt
- variété Dichrostachys cinerea var. argillicola Brenan & Brummitt
- variété Dichrostachys cinerea var. hirtipes Brenan & Brummitt
- variété Dichrostachys cinerea var. indica Brenan & Brummitt
- variété Dichrostachys cinerea var. karamojensis Brenan & Brummitt
- variété Dichrostachys cinerea var. lugardiae (N.E. Br.) Brenan & Brummitt
- variété Dichrostachys cinerea var. occidentalis Brenan & Brummitt
- variété Dichrostachys cinerea var. paucijuga Miq.
- variété Dichrostachys cinerea var. platycarpa (Welw. ex W. Bull) Brenan & Brummitt
- variété Dichrostachys cinerea var. plurijuga Brenan & Brummitt
- variété Dichrostachys cinerea var. pubescens Brenan & Brummitt
- variété Dichrostachys cinerea var. setulosa (Welw. ex Oliv.) Brenan & Brummitt
- variété Dichrostachys cinerea var. tanganyikensis Brenan & Brummitt